# 한국어의 불규칙 활용
불규칙 활용 또는 벗어난끝바꿈은 한국어에서 용언이 활용할 때 어간 또는 어미의 모습이 달라지는 것을 말한다. 아래와 같은 것들이 있다.

## 어간이 바뀌는 활용

### ㄷ 불규칙 활용
용언 어간 받침 'ㄷ'이 홀소리로 시작되는 어미 앞에서 'ㄹ'로 바뀌는 활용 형식이다.
예)
- 걷다[步] → 걸어, 걸으니
- 긷다 → 길어, 길으니
- 깨닫다 → 깨달아, 깨달으니
- 눋다 → 눌어, 눌으니
- 닫다[走] → 달아, 달으니
- 듣다 → 들어, 들으니
- 묻다[問] → 물어, 물으니
- 붇다 → 불어, 불으니
- 싣다 → 실어, 실으니
- 일컫다 → 일컬어, 일컬으니

### ㅂ 불규칙 활용
어간 끝소리 'ㅂ'이 '우'로 바뀌는 활용 형식이다. '워', '우니'의 형태로 결합되어 나타난다.
예)
- 가깝다 → 가까워, 가까우니
- 가볍다 → 가벼워, 가벼우니
- 간지럽다 → 간지러워, 간지러우니
- 굽다 → 구워, 구우니
- 그립다 → 그리워, 그리우니
- 깁다 → 기워, 기우니
- 껄끄럽다 → 껄끄러워, 껄끄러우니
- 노엽다 → 노여워, 노여우니
- 더럽다 → 더러워, 더러우니
- 덥다 → 더워, 더우니
- 맵다 → 매워, 매우니
- 메스껍다 → 메스꺼워, 메스꺼우니
- 무겁다 → 무거워, 무거우니
- 부끄럽다 → 부끄러워, 부끄러우니
- 사납다 → 사나워, 사나우니
- 서럽다 → 서러워, 서러우니
- 쑥스럽다 → 쑥스러워, 쑥스러우니
- 줍다 → 주워, 주우니

※ '곱다(≒아름답다)'와 '곱디곱다', '돕다'는 'ㅂ' 이 '오' 로 바뀐다.

### ㅅ 불규칙 활용
어간 끝소리 'ㅅ'이 홀소리로 시작하는 어미 앞에서 사라지는 활용 형식이다.
예)
- 긋다 → 그어, 그으니
- 낫다 → 나아, 나으니
- 붓다 → 부어, 부으니
- 잇다 → 이어, 이으니
- 잣다 → 자아, 자으니
- 젓다 → 저어, 저으니
- 짓다 → 지어, 지으니

### ㄹ 불규칙 활용
어간의 끝 음절 '르'가 'ㄹ'로 줄고, 어미 '-아/-어'가 '-라/-러'로 바뀌는 활용 형식이다(ㅡ → ㄹ).
(추가) 위의 설명으로 ㄹ 불규칙 활용을 설명하면 어간과 어미가 모두 바뀌는 활용으로 보아야 한다. 따라서 ㄹ 불규칙 활용은 어미 '-어/아'가 결합할 때 어간의 끝모음 'ㅡ'가 탈락하고 'ㄹ'이 덧생기는 활용으로 설명하는 것이 타당하다.
예)
- 가르다[區分, 分] → 갈라
- 거르다 → 걸러
- 거우르다[傾注] → 거울러
- 고르다 → 골라
- 구르다 → 굴러
- 누르다[壓] → 눌러
- 모르다 → 몰라
- 벼르다 → 별러
- 빠르다 → 빨라
- 흐르다 → 흘러

### 우 불규칙 활용
어간 끝 '우'가 어미 '-어' 앞에서 사라지는 활용 형식이다. 이 형식을 따르는 용언은 '푸다'가 유일하다.
예)
- 푸다 → 퍼

## 어미가 바뀌는 활용

### 러 불규칙 활용
어미 '-어/-어서'의 '-어'가 '-러'로 바뀌는 활용 형식이다(ㄹ 첨가).
예)
- 검푸르다 → 검푸르러
- 노르다[黃] → 노르러
- 이르다(≒닿다) → 이르러
- 푸르다 → 푸르러

### 여 불규칙 활용
어미 '-아'가 '-여'로 바뀌는 활용 형식이다. '하다'와 '-하다'로 끝나는 모든 용언은 여 불규칙 활용을 한다.
예)
- 하- + -아 → 하여 → 해
- 공부하- + -아 → 공부하여 → 공부해

### 오 불규칙 활용
어미 '-아라/어라'가 어간 뒤에서 '-오'로 바뀌는 활용 형식이다. 이 형식을 따르는 용언은 달다(어떤 것을 주도록 요구하다)가 유일하다.
예)
- 달- + -아라 → 다오

## 어간과 어미 모두 바뀌는 활용

### ㅎ 불규칙 활용
일부 형용사에서 어간 끝 'ㅎ'이 어미 '-ㄴ'이나 '-ㅁ' 앞에서 사라지고, 어미 '-아/-어' 앞에서 ㅣ로 바뀌어 합쳐지는 활용 형식이다. '-ㅎ다' 꼴의 형용사는 '좋다'를 제외하고는 이런 불규칙 활용을 하며, 동사는 모두 규칙 활용을 한다.
예)
- 까맣다 → 까매, 까만, 까마니, 까마면, 까맸다
- 노랗다 → 노래, 노란, 노라니, 노라면, 노랬다
- 말갛다 → 말개, 말간, 말가니, 말가면, 말갰다
- 멀겋다 → 멀게, 멀건, 멀거니, 멀거면, 멀겠다
- 빨갛다 → 빨개, 빨간, 빨가니, 빨가면, 빨갰다
- 파랗다 → 파래, 파란, 파라니, 파라면, 파랬다
- 하얗다 → 하얘, 하얀, 하야니, 하야면, 하얬다

### 으 불규칙 활용
용언 어간 '으'가 어미 '-아/-어' 앞에서 사라지는 활용 형식이다. '통일 학교 문법'에서는 늘 생기는 음운 탈락 현상으로 보아 불규칙 활용으로 생각하지 않는다.
예)
- 기쁘다 → 기뻐, 기쁘니
- 슬프다 → 슬퍼, 슬프니
- 쓰다 → 써,쓰니
- 예쁘다 → 예뻐
- 크다 → 커

### ㄹ 불규칙 활용
어간 끝소리 'ㄹ'이 'ㄴ', 'ㄹ', 'ㅂ', '오', '시' 앞에서 사라지는 활용 형식이다. 학교 문법에서는 어간 끝소리 'ㄹ'이 'ㄴ', 'ㄹ', 'ㅂ', '오', '시' 앞에서 늘 사라지므로 단순한 소리의 탈락으로만 본다.
예)
- 갈다 → 가니, 가오, 가는
- 날다 → 나니, 나오, 나는
- 살다 → 사니, 사오, 사는
- 쏠다 → 쏘니, 쏘오, 쏘는
- 줄다 → 주니, 주오, 주는

## 국어 변천의 영향
현대 국어 ‘좁다’와 ‘돕다’의 15세기 중엽의 국어에서의 활용형을 보면, ‘좁다’는 ‘좁고’, ‘조바’처럼 자음과 모음으로 시작하는 어미 앞 모두에서 어간이 ‘좁-’으로 나타난다. 그러나 ‘돕다’는 자음으로 시작하는 어미 앞에서는 ‘돕고’처럼 어간이 ‘돕-’으로, 모음으로 시작하는 어미 앞에서는 ‘도 ’처럼 어간이 ‘ -’으로 나타난다. 다음으로 현대 국어 ‘벗다’와 ‘젓다’의 15세기 중엽의 국어에서의 활용 형을 보면, ‘벗다’는 ‘벗고’, ‘버서’처럼 자음과 모음으로 시작하는 어미 앞 모두에서 어간이 ‘벗-’으로 나타난다. 그러나 ‘젓다’는 자음으로 시작하는 어미 앞에서는 ‘젓고’처럼 어간이 ‘젓-’으로, 모음으로 시작하는 어미 앞에서는 ‘저 ’처럼 어간이 ‘-’으로 나타난다. 당시 국어의 음절 끝에는 ‘ㄱ, ㄴ, ㄷ, ㄹ, ㅁ, ㅂ, ㅅ, ㆁ’의 8개의 소리가 올 수 있었기에 ‘돕고’의 ‘ㅂ’과 ‘젓고’의 ‘ㅅ’은 각각 ‘ㅸ’이 ‘ㅂ’으로 교체되고 ‘ㅿ’이 ‘ㅅ’으로 교체된 것을 표기한 것이다. 그리고 ‘도’와 ‘저’는 ‘ㅸ’과 ‘ㅿ’ 이 뒤 음절의 첫소리로 연음된 것을 표기한 것이다. 그런데 ‘ㅸ’, ‘ㅿ’은 15세기와 16세기를 지나면서 소실되었다. 먼저 ‘ㅸ’은 15세기 중엽을 넘어서면 서 ‘도>도와’, ‘더>더워’에서와 같이 ‘ㅏ’ 또는 ‘ㅓ’ 앞에서는 반모음 ‘ㅗ˘/ㅜ˘[w]’로 바뀌었고, ‘도 시니>도오시니’, ‘셔>셔울’에서와 같이 ‘•’ 또는 ‘ㅡ’가 이어진 경우에는 모음과 결합하여 ‘ㅗ’ 또 는 ‘ㅜ’로 바뀌었으나, 음절 끝에서는 이전과 다름없이 ‘ㅂ’으로 나타났다. 다음으로 ‘ㅿ’은 16세기 중 엽에 ‘아>아’, ‘저>저어’에서와 같이 사라졌으며, 음절 끝에서는 이전과 다름없이 ‘ㅅ’으로 나타 났다. 이런 변화를 겪은 말 중에 ‘셔울’, ‘도오시니’, ‘아’는 18～19세기를 거쳐 ‘서울’, ‘도우시니’, ‘아우’로 바뀌어 오늘날에 이르렀다. 